# Brillance de surface en rayons X
La brillance de surface en rayons X correspond à la densité de flux par unité d'angle solide de rayons X reçue. Comme l'émission de rayons X est un évènement discret, ce type de brillance de surface est souvent compté en coups par seconde et par arcseconde au carré (cp/s/as2).
Dans les amas de galaxies, la brillance bolométrique due au Bremsstrahlung ainsi qu'aux raies d'émission en X des éléments lourds par le milieu intra-amas est
{\displaystyle S_{X}={\frac {1}{4\pi (1+z)^{4}}}\;\int {\rm {d}}l\;\Lambda (T_{e},Z)\;n_{H}\;n_{e}},
où {\displaystyle n_{e}} et {\displaystyle n_{H}} sont respectivement les densités en nombre en électrons et en hydrogène, z le décalage vers le rouge cosmologique, {\displaystyle \Lambda (T_{e},Z)} la fonction de refroidissement en X, à température des électrons {\displaystyle T_{e}} et métallicité Z. L'intégrale {\displaystyle \int {\rm {d}}l} décrit une intégration sur la ligne de visée.
Pour obtenir la brillance dans une bande de longueur d'onde, il suffit de diviser par {\displaystyle (1+z)}.